# Bota de Ébano
La Bota de Ébano (neerlandés: Ebbenhouten Schoen, francés: Soulier d'ébène) es un premio que anualmente se otorga al mejor futbolista africano o de origen africano de la Primera División de Bélgica. El jurado que lo decide está compuesto por los entrenadores de los equipos de Primera División, el seleccionador nacional, periodistas deportivos y un jurado honorario.

## Listado de ganadores
| Año  | Ganador             | Selección                       | Club            |
| ---- | ------------------- | ------------------------------- | --------------- |
| 1992 | Daniel Amokachi     | Nigeria                         | Brujas          |
| 1993 | Victor Ikpeba       | Nigeria                         | R.F.C. de Lieja |
| 1994 | Daniel Amokachi     | Nigeria                         | Brujas          |
| 1995 | Godwin Okpara       | Nigeria                         | Eendracht Aalst |
| 1996 | Celestine Babayaro  | Nigeria                         | Anderlecht      |
| 1997 | Émile Mpenza        | Bélgica                         | Mouscron        |
| 1998 | Eric Addo           | Ghana                           | Brujas          |
| 1999 | Souleymane Oularé   | Guinea                          | Genk            |
| 2000 | Hervé Nzelo-Lembi   | R.D. del Congo                  | Brujas          |
| 2001 | Ahmed Hossam "Mido" | Egipto                          | Gent            |
| 2002 | Moumouni Dagano     | Burkina Faso                    | Genk            |
| 2003 | Aruna Dindane       | Costa de Marfil                 | Anderlecht      |
| 2004 | Vincent Kompany     | Bélgica                         | Anderlecht      |
| 2005 | Vincent Kompany     | Bélgica                         | Anderlecht      |
| 2006 | Mbark Boussoufa     | Marruecos                       | Gent            |
| 2007 | Mohammed Tchité     | Burundi                         | Anderlecht      |
| 2008 | Marouane Fellaini   | Bélgica                         | Standard Lieja  |
| 2009 | Mbark Boussoufa     | Marruecos                       | Anderlecht      |
| 2010 | Mbark Boussoufa     | Marruecos                       | Anderlecht      |
| 2011 | Romelu Lukaku       | Bélgica                         | Anderlecht      |
| 2012 | Dieumerci Mbokani   | R. D. del Congo                 | Anderlecht      |
| 2013 | Mbaye Leye          | Senegal                         | Zulte Waregem   |
| 2014 | Michy Batshuayi     | Bélgica                         | Standard Lieja  |
| 2015 | Neeskens Kebano     | R. D. del Congo                 | Charleroi       |
| 2016 | Sofiane Hanni       | Argelia                         | Anderlecht      |
| 2017 | Youri Tielemans     | Bélgica                         | Anderlecht      |
| 2018 | Anthony Limbombe    | Bélgica                         | Brujas          |
| 2019 | Mbwana Samatta      | Tanzania                        | Genk            |
| 2020 | Dieumerci Mbokani   | República Democrática del Congo | Royal Antwerp   |
| 2021 | Paul Onuachu        | Nigeria                         | Genk            |

- Datos: Q1278513